# Слобода (Шатурский район)
Слобода́ — деревня в Шатурском муниципальном районе Московской области. Входит в состав городского поселения Шатура. Население — 93 чел. (2011).

## Расположение
Деревня Слобода расположена в западной части Шатурского района, расстояние до МКАД порядка 112 км. Высота над уровнем моря 136 м.

## Название
В письменных источниках деревня упоминается как Слобода. На «Специальной карте Европейской России» И. А. Стрельбицкого обозначена как Слободка.
Название происходит от термина слобода — поселение, жители которого пользовались какими-либо льготами по уплате налогов и несению повинностей.

## История
В 1530 году Василию Андреевичу Шереметеву было пожаловано поместье в Сенежском стане. В деревне Слобода для него был построен дом. В писцовой Владимирской книге В. Кропоткина 1637—1648 гг. упоминается как сельцо Слобода стана Сенег Владимирского уезда. В это время сельцо принадлежало внуку Василия Андреевича — Фёдору Ивановичу Шереметеву.
Последним владельцем деревни перед отменой крепостного права был надворный советник Лука Лукич Кознов.
После отмены крепостного права деревня вошла в состав Старовской волости.
После Октябрьской революции 1917 года был образован Слободской сельсовет, в который вошла деревня Слобода. В 1923 году сельсовет находился в составе Красновской волости Егорьевского уезда Московской губернии.
В 1925 году Слободской сельсовет был упразднён, а деревня Слобода вошла в состав Велинского сельсовета, но уже в 1926 году Слободской сельсовет вновь восстановлен.
В ходе реформы административно-территориального деления СССР в 1929 году Слободской сельсовет вошёл в состав Шатурского района Орехово-Зуевского округа Московской области.
В 1954 году Слободской сельсовет упразднён, а деревня Слобода передана Петровскому сельсовету.

## Население
| 1859 | 1868 | 1885 | 1905 | 1926 | 1931 |
| ---- | ---- | ---- | ---- | ---- | ---- |
| 203  | ↗303 | ↗326 | ↗434 | ↗540 | ↘504 |
| 1970 | 1993 | 2002 | 2006 | 2010 | 2011 |
| ↘223 | ↘55  | ↘54  | ↘38  | ↗78  | ↗93  |